# Мальцевское
Мальцевское (укр. Мальцівське) — село, 
Новоивановский сельский совет,
Лозовский район,
Харьковская область.
Код КОАТУУ — 6323983502. Население по переписи 2001 года составляет 305 (149/156 м/ж) человек.

## Географическое положение
Село Мальцевское  находится на правом берегу реки Литовщина, недалеко от её истоков.
Ниже по течению на расстоянии в 5 км расположено село Литовщина.
Рядом проходит автомобильная дорога Т-2107.

## История
- 1916 — дата основания.

## Экономика
- Молочно-товарная ферма.
- «Мальцевское», сельскохозяйственное ЧП.